# Télé Tchad
Télé Tchad — государственный телеканал Чада, запущенный 10 декабря 1987 года. Вещает на арабском и французском языках.
Телеканал принадлежит ONRTV (Office National Radio et Télévision Tchadien).

## История
Телеканал был основан 10 декабря 1987 года управляющим директором TIT. Незадолго до начала вещания телеканала антенны с передатчиком мощностью 100 Вт были установлены на башне Goudji TIT. При запуске использовалось различное оборудование типа VHS.
В 90-x охват вещания телеканала стал увеличиваться благодаря установке нового передатчика мощностью 1 кВт.
Подписанные в 80-x и 90-x годах касающиеся СМИ соглашения с Францией способствовали укреплению телеканала, в том числе установке нового оборудования.